# Los Cipreses (Málaga)
Los Cipreses es un barrio perteneciente al distrito Ciudad Jardín de la ciudad de Málaga, España. Según la delimitación oficial del ayuntamiento, limita al norte con el barrio de Los Cassini; al oeste, con el barrio de Cortijo Bazán; al sur, con los barrios de Mangas Verdes y Ciudad Jardín, barrio este último con el que también limita al este.

## Transporte
En autobús queda conectado mediante las siguientes líneas de la EMT: 
| Línea | Trayecto                                 | Recorrido | Frecuencia    |
| ----- | ---------------------------------------- | --------- | ------------- |
| 26    | Alameda Principal - Alegría de la Huerta | Recorrido | 15 minutos    |
| 30    | Alameda Principal - Mangas Verdes        | Recorrido | 45-50 minutos |